# 로마나 루아루아
로마나 트레소르 루아루아(프랑스어: Lomana Tresor LuaLua, 1980년 12월 28일 ~ )는 콩고 민주 공화국의 전 축구 선수이다. 과거 스트라이커로 활약하였다.
1998년, 잉글랜드의 콜체스터 유나이티드에서 선수 생활을 시작해 뉴캐슬 유나이티드, 포츠머스를 거쳤고, 그리스와 카타르 등지에서 활동하다 2011년 블랙풀로 이적하면서 잉글랜드로 돌아왔다. 그리고 1년 후 터키의 카르데미르 카라뷔크스포르로 이적하였다.
또한 콩고 민주 공화국 축구 국가대표팀의 일원으로 여러 차례의 아프리카 네이션스컵에 참가하였으며, 브라이턴 앤 호브 앨비언에서 뛰고 있는 카젱가 루아루아의 형이기도 하다.

## 수상 경력
올림피아코스
- 수페르리가 엘라다: 2007-08
- 키페로 엘라도스: 2007-08
- 수페르 카프 엘라도스: 2007

알아라비 스포츠 클럽
- 셰이크 자심 컵: 2008-09

AC 오모니아
- 키페로 키프로: 2010-11
- 아스피다 LTV: 2010